# マンノサミン
D-マンノサミン (D-Mannosamine、2-amino-2-deoxymannose)は、マンノースのヘキソサミン誘導体である。